# Monczałowo (stacja kolejowa)
Monczałowo (ros. Мончалово) – stacja kolejowa w miejscowości Monczałowo, w rejonie rżewskim, w obwodzie twerskim, w Rosji. Położona jest na linii Moskwa - Siebież.